# Zemský okres Karlsruhe
Zemský okres Karlsruhe (německy Landkreis Karlsruhe) je zemský okres na severozápadě spolkové země Bádensko-Württembersko v Německu. Tento okres sousedí (ze severu ve směru hodinových ručiček) s zemskými okresy Rýn-Neckar, Heilbronn, Enz, Calw, Rastatt, Germersheim (Porýní-Falc), Rýn-Falc (Porýní-Falc) a nezávislým městským okresem městem Špýrem. Uprostřed okresu leží nezávislý městský okres město Karlsruhe a rozděluje ho na severní a jižní část.

## Geografie
Západní část okresu se nachází v údolí povodí řeky Rýn. Do okresu zasahuje nížina Oberrheinischen Tiefebene a také výběžek pohoří Schwarzwald (Černý les).

## Obyvatelstvo
Vývoj počtu obyvatelstva okresu Karlsruhe od roku 1973:
| Rok               | Obyvatele |
| ----------------- | --------- |
| 31. prosinec 1973 | 351 172   |
| 31. prosinec 1975 | 349 856   |
| 31. prosinec 1980 | 359 053   |
| 31. prosinec 1985 | 362 057   |
| 27. květen 1987   | 366 141   |

| Rok               | Obyvatele |
| ----------------- | --------- |
| 31. prosinec 1990 | 380 713   |
| 31. prosinec 1995 | 405 795   |
| 31. prosinec 2000 | 419 555   |
| 31. prosinec 2005 | 429 603   |
| 30. červen 2006   | 430 100   |

## Města a obce
| Města | Obce | |
| --- | --- | --- |
| 1. Bretten 2. Bruchsal 3. Ettlingen 4. Kraichtal 5. Östringen 6. Philippsburg 7. Rheinstetten 8. Stutensee 9. Waghäusel | 1. Bad Schönborn 2. Dettenheim 3. Eggenstein-Leopoldshafen 4. Forst (Baden) 5. Gondelsheim 6. Graben-Neudorf 7. Hambrücken 8. Karlsbad (Baden) 9. Karlsdorf-Neuthard 10. Kronau 11. Kürnbach 12. Linkenheim-Hochstetten | 1. Malsch 2. Marxzell 3. Oberderdingen 4. Oberhausen-Rheinhausen 5. Pfinztal 6. Sulzfeld 7. Ubstadt-Weiher 8. Waldbronn 9. Walzbachtal 10. Weingarten (Baden) 11. Zaisenhausen |